# Tian Zhandong
Tian Zhandong (* 13. April 1983 in Tonghua) ist ein chinesischer Skispringer und Nordischer Kombinierer, der für den Skiclub Jilin startet.
Tian debütierte im Dezember 2003 in Lillehammer im Skisprung-Continental-Cup. Sein erstes Springen beendete er als 32. Nach gut einem Jahr im Continental-Cup wurde er beim ersten Springen der Vierschanzentournee 2004/05 in Oberstdorf eingesetzt, erreichte dort Platz 48. Im März 2005 folgten weitere Einsätze bei den Nordischen Skiweltmeisterschaften 2005 in Oberstdorf auf höchstem internationalem Niveau. Auf der Normalschanze belegte er Rang 44. Außerdem trat er in den Mannschaftswettbewerben von der Normal- und der Großschanze an und wurde dort jeweils 14. Im Sommer sprang Tian im slowenischen Velenje als Sechstplatzierter erstmals bei einem Continental-Cup-Wettbewerb auf einen einstelligen Platz. Erneute Einsätze im Weltcup folgten erst wieder im Januar 2006 in Sapporo, doch auch hier konnte der Chinese die Finaldurchgänge nicht erreichen. Höhepunkt in der Karriere Tians wurde die Teilnahme an den Olympischen Winterspielen 2006 von Turin, wo er beim Teamwettkampf in Pragelato 16. wurde. 2005 in Seefeld, 2007 in Pragelato und 2009 in Yabuli nahm er an den Winter-Universiaden teil, konnte aber keine nennenswerten Resultate erreichen. Im Januar 2010 war Tian wieder bei einem Weltcup am Start, in Sapporo zusammen mit seinem Teamkollegen Li Yang, beide konnten sich aber nicht für den Wettkampf qualifizieren. Bei den Winterasienspielen 2011 in Almaty belegte Tian mit dem Team den 4. und damit letzten Platz. Nach einem letzten Wettbewerb im FIS-Cup in Liberec, den er auf dem 30. Platz abschloss, beendete Tian seine aktive Sportlerkarriere. Bei den chinesischen Winterspielen 2020 nahm er seine Karriere wieder auf.
Tian lebt zurzeit unverheiratet in Stams, Österreich.